# Cyclops trisetosus
Cyclops trisetosus – gatunek widłonoga z rodziny Cyclopidae, nazwa naukowa gatunku została po raz pierwszy opublikowana w 1957 roku przez biologa Hansa-Volkmara Herbsta.